# Kadabur, Gauribidanur
Kadabur là một làng thuộc tehsil Gauribidanur, huyện Chikkaballapur, bang Karnataka, Ấn Độ.